# الدين في توغو
الدين في توغو، تعتبر المسيحية هي الديانة الأكثر شيوعاً في دولة توغو في إفريقيا، وينتشر أيضًا في توغو الدين الإسلامي والديانات الإفريقية التقليدية.

## المسيحية
وفق تقديرات عام 2010 شكل المسيحيين أكبر جماعة دينية في توغو مع حوالي 43.7% من السكان، وبحسب الدراسة يشكل الكاثوليك حوالي 26.1% من السكان، في حين يشكل البروتستانت حوالي 16.9% من مجمل السكان، يعيش المسيحيون بشكل رئيسي في جنوب البلاد.

## الديانات الإفريقية التقليدية
يشكل أتباع الديانات الإفريقية التقليدية في توغو حوالي 35.6% من السكان.

## الإسلام
يمثل الإسلام في توغو ما بين 18 إلى 30% من السكان، وصل الدين الإسلامي إلى دولة توغو في إفريقيا كما وصل إلى بلدان غرب إفريقيا عن طريق التواصل والتجارة، وعن طريق التحركات مع البلاد الواقعة في شمالها وحيث الدول الإسلامية في حوض النيجر والسودان الغربي، ينتمي غالبية المسلمين في توغو إلى  المذهب المالكي وأهل السنة والجماعة.

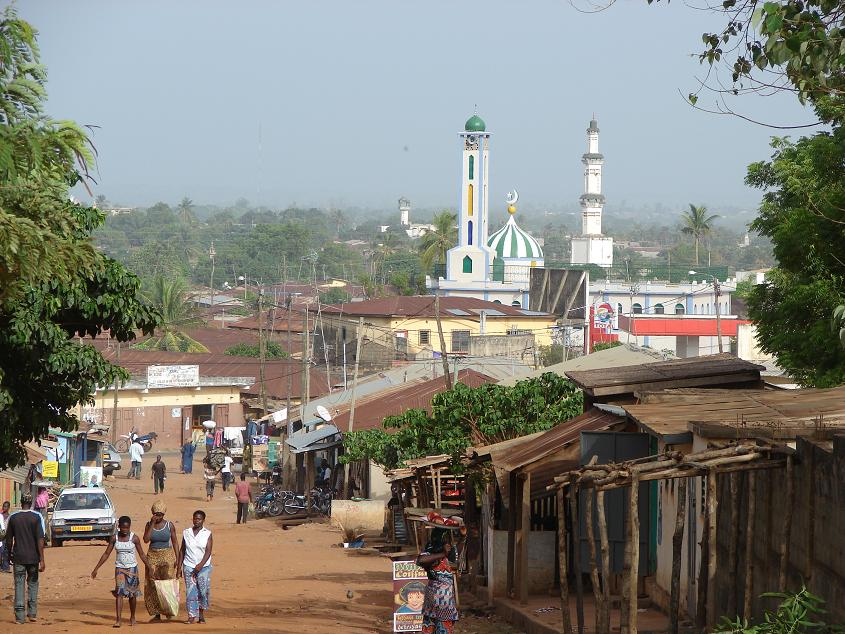
مسجد في توغو

يعيش المسلمون بشكل أساسي في المناطق الوسطى والشمالية.

## حرية الأديان
تعتبر دولة توغو دولة علمانية ويوفر دستور البلاد حرية الدين والعبادة لجميع أفراد المجتمع.